# Десмическая структура

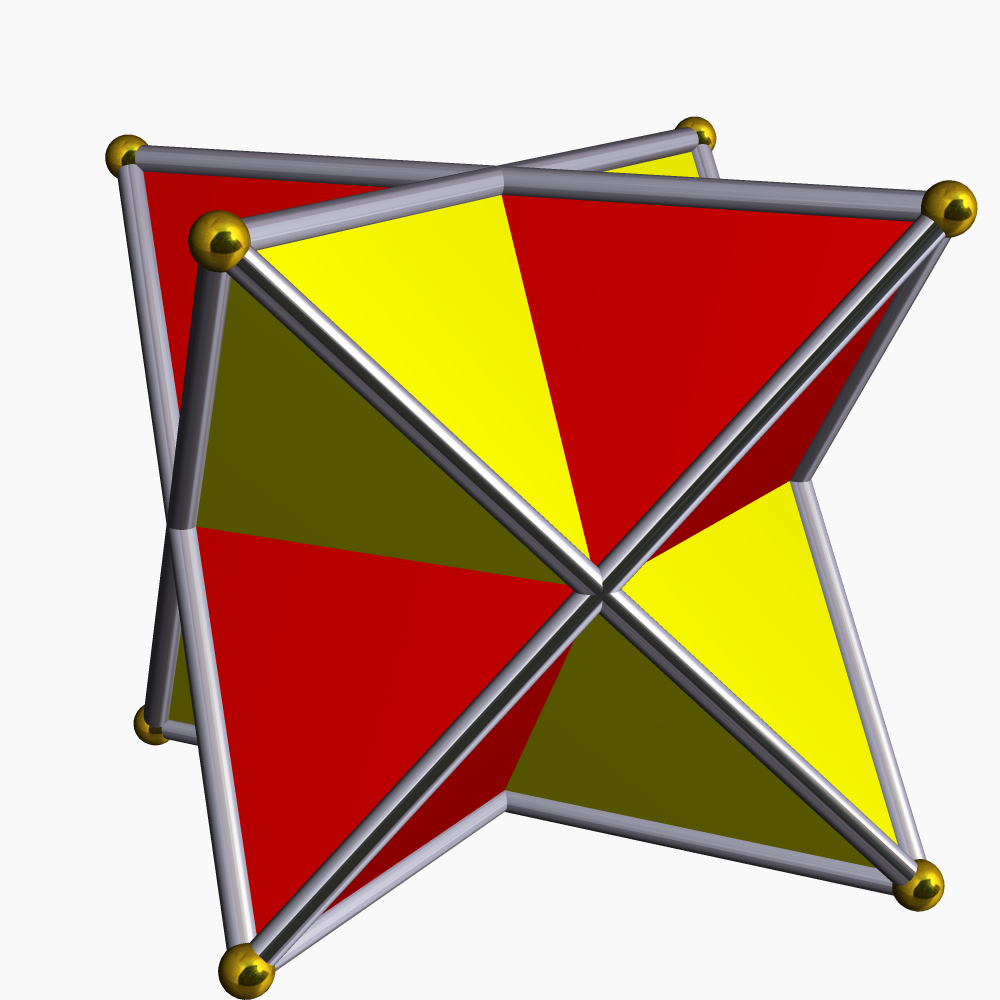
Два десмических тетраэдра. Третий тетраэдр системы не показан, но имеет одну вершину в центре и три других на бесконечности.

Конфигурация Рейе с теми же 12 вершинами, что и в десмической системе

Десмическая структура — это набор из трёх тетраэдров в 3-мерном проективном пространстве, такой, что любые два тетраэдра десмичны, (т.е. любое ребро одного тетраэдра пересекает пару противоположных рёбер другого). Структуру придумал Стефанос. Три тетраэдра десмической структуры содержатся в пучке поверхностей четвертого порядка. Название «десмический» заимствовано из греческого (δεσμός) и означает связку или цепочку.
Любая прямая, проходящая через две вершины двух тетраэдров в системе, проходит через вершину третьего тетраэдра.
12 вершин десмической системы и её 16 прямых, образованных таким образом, являются точками и прямыми конфигурации Рейе.

## Пример
Три тетраэдра, заданные уравнениями
- {\displaystyle \displaystyle (w^{2}-x^{2})(y^{2}-z^{2})=0}
- {\displaystyle \displaystyle (w^{2}-y^{2})(x^{2}-z^{2})=0}
- {\displaystyle \displaystyle (w^{2}-z^{2})(y^{2}-x^{2})=0},

образуют десмическую систему, содержащуюся в пучке поверхностей четвертого порядка
- {\displaystyle \displaystyle a(w^{2}x^{2}+y^{2}z^{2})+b(w^{2}y^{2}+x^{2}z^{2})+c(w^{2}z^{2}+x^{2}y^{2})=0}

при a + b + c = 0.